# Rui Costa
Rui Manuel César Costa (OIH (pronunție în portugheză [ʁuj ˈkɔʃtɐ]; n. 29 martie 1972, Lisabona) este un fost jucător portughez de fotbal, acum director sportiv la Benfica. A jucat ca mijlocaș ofensiv, capabil de a ocupa și postul de mijlocaș defensiv. Ultimul club pentru care a evoluat a fost Benfica. În 2004 a fost trecut de Pelé pe lista FIFA 100.
Considerat drept unul dintre cei mai buni mijlocași din fotbalul mondial și unul dintre cei mai buni jucători ai Portugaliei din istoria recentă, Costa a jucat de obicei ca mijlocaș ofensiv și a fost cunoscut în special pentru tehnica sa excelentă, abilitatea de a juca și viziunea pentru goluri de la mijlocul terenului. În 2004, a fost numit de Pelé în FIFA 100 drept unul dintre cei mai mari 125 de jucători de fotbal în viață.
Poreclit „Maestrul” și „Il Musagete”, Costa și-a petrecut majoritatea carierei cu Benfica în Portugalia și Fiorentina și AC Milan în Italia. Într-o carieră de vârf de peste 17 ani, a câștigat mai multe trofee, inclusiv un titlu Primeira Liga, un Taça de Portugal, un titlu Serie A, trei Coppa Italia, o Liga Campionilor UEFA și o Supercupa Europei. Internațional portughez, a acumulat 94 de selecții și a marcat 26 de goluri pentru A Seleção și a reprezentat țara în trei campionate europene și la Campionatul Mondial de Fotbal.